# Усть-Єрміліха
Усть-Єрмілі́ха (рос. Усть-Ермилиха) — селище у складі Усть-Калманського району Алтайського краю, Росія. Входить до складу Кабановської сільської ради.

## Населення
Населення — 74 особи (2010; 123 у 2002).
Національний склад (станом на 2002 рік):
- росіяни — 99 %